# Liste de personnalités du football décédées en 2012
Cet article présente une liste de personnalités du monde du football décédées au cours de l'année 2012.
Plus d'informations : Liste exhaustive de personnalités du football décédées en 2012.

## Janvier
- 1er janvier : décès à 46 ans de Gary Ablett, joueur anglais ayant remporté 2 Championnat d'Angleterre et 2 Coupe d'Angleterre devenu entraîneur[1].
- 5 janvier : décès à 89 ans de Pedro Rocamora, joueur espagnol ayant remporté le Championnat d'Espagne en 1948.
- 10 janvier : décès à 71 ans de Manuel Suárez, joueur péruvien ayant remporté deux Copa Perú, devenu entraîneur[2].
- 13 janvier : décès à 86 ans de Lefter Küçükandonyadis, international turc devenu entraîneur[3].
- 13 janvier : décès à 81 ans de Miljan Miljanić, joueur puis entraîneur yougoslave ayant remporté 4 championnat de Yougoslavie, 3 coupe de Yougoslavie, 2 Championnat d'Espagne et la Coupe d'Espagne 1975. Il fut également sélectionneur de son pays[4].
- 21 janvier : décès à 26 ans de Jeffrey Ntuka, international sud-africain[5].
- 24 janvier : décès à 87 ans de Pierre Sinibaldi, international français ayant remporté 2 Championnat de France puis comme entraîneur 4 Championnat de Belgique et la Coupe de Belgique 1965. Il fut également sélectionneur du Luxembourg[6].
- 25 janvier : décès à 84 ans d'André Schwager, joueur français[7].
- 29 janvier : décès à 67 ans de Claude Andrien, joueur puis entraîneur français[8].
- 31 janvier : décès à 85 ans de Stefano Angeleri, joueur puis entraîneur italien[9].

## Février
- 1er février : décès à 64 ans de Ladislav Kuna, international tchécoslovaque ayant remporté 5 championnat de Tchécoslovaquie devenu entraîneur[10].
- 6 février : décès à 74 ans de Juan Vicente Lezcano, international paraguayen ayant remporté 2 Coupe intercontinentale, la Copa Libertadores 1966, 5 Championnat du Paraguay et 6 Championnat d'Uruguay[11].
- 7 février : décès à 84 ans de Harry Keough, international américain devenu entraîneur[12].
- 9 février : décès à 90 ans de René Besse, joueur français[13].
- 13 février : décès à 53 ans d'Eamon Deacy, international irlandais ayant remporté le championnat d'Angleterre 1981 et la Coupe d'Irlande 1991[14].
- 13 février : décès à 87 ans de Sansón, joueur espagnol[15].
- 17 février : décès à 73 ans de Moussa Hanoun, international marocain[16].
- 18 février : décès à 72 ans de Zvezdan Čebinac, international yougoslave ayant remporté 3 Championnat de Yougoslavie et le Championnat de RFA 1968 devenu entraîneur[17].
- 25 février : décès à 95 ans de Richard Gedopt, joueur belge ayant remporté le Championnat de Belgique 1944[18].
- 26 février : décès à 92 ans d'Alphonse Rolland, joueur puis entraîneur français[19].
- 27 février : décès à 85 ans d'Armand Penverne, international français ayant remporté 4 Championnat de France et 2 Coupe de France devenu entraîneur[20].
- 28 février : décès à 70 ans de Jaime Graça, international portugais ayant remporté 7 Championnat du Portugal et 3 Coupe du Portugal[21].

## Mars
- 1er mars : décès à 39 ans de Henryk Bałuszyński, international polonais[22].
- 6 mars : décès à 78 ans de Marquitos, international espagnol ayant remporté 5 Coupe d'Europe des clubs champions, la Coupe intercontinentale 1960, 6 Championnat d'Espagne et la Coupe d'Espagne 1962[23].
- 6 mars : décès à 54 ans de Włodzimierz Smolarek, international polonais ayant remporté 2 Championnat de Pologne, la Coupe de Pologne en 1985 et la Coupe d'Allemagne en 1988[24].
- 7 mars : décès à 85 ans de Marcel Mouchel, joueur français ayant remporté la Coupe de France en 1961 devenu entraîneur[25].
- 12 mars : décès à 73 ans de Timo Konietzka, international ouest-allemand ayant remporté le Championnat d'Allemagne 1966 et la Coupe d'Allemagne 1965 devenu entraîneur remportant 4 Championnat de Suisse et 3 Coupe de Suisse[26].
- 14 mars : décès à 76 ans d'Ernst-Günter Habig, joueur allemand ayant remporté le Championnat d'Allemagne en 1962 devenu entraîneur[27].
- 14 mars : décès à 52 ans d'Éric Lefol, joueur français[28].
- 16 mars : décès à 85 ans d'Estanislao Basora, international espagnol ayant remporté la Coupe des villes de foires 1958, 4 Championnat d'Espagne et 4 Coupe d'Espagne[29].
- 24 mars : décès à 69 ans de Roger Duffez, joueur puis entraîneur français[30].
- 25 mars : décès à 88 ans de Stanislas Golinski, joueur puis entraîneur français[31].

## Avril
- 1er avril : décès à 65 ans de Giorgio Chinaglia, international italien ayant remporté le Championnat d'Italie en 1974[32].
- 4 avril : décès à 81 ans de José María Zárraga, international espagnol ayant remporté la Coupe intercontinentale 1960, 5 Coupe d'Europe des clubs champions, 6 Championnat d'Espagne et la Coupe d'Espagne en 1962[33].
- 4 avril : décès à 44 ans de Dubravko Pavličić, international croate[34].
- 7 avril : décès à 85 ans de René Guthmuller, joueur français[35].
- 10 avril : décès à 71 ans de René Bérangé, joueur français[36].
- 14 avril : décès à 25 ans de Piermario Morosini, joueur italien[37].
- 16 avril : décès à 24 ans de Lee Kyung-hwan, joueur sud-coréen[38].
- 16 avril : décès à 64 ans de Carlo Petrini, joueur italien ayant remporté la Coupe d'Europe des clubs champions 1969 et la Coupe d'Italie 1971[39].
- 19 avril : décès à 84 ans de René Gaulon, joueur puis entraîneur franco-béninois[40].
- 22 avril : décès à 51 ans d'Alain Spault, joueur français[41].

## Mai
- 2 mai : décès à 83 ans de Gilberto Torres, international péruvien ayant remporté 2 Championnat du Pérou.
- 4 mai : décès à 48 ans de Rashidi Yekini, international nigérian ayant remporté la Coupe d'Afrique des nations 1994, le Championnat de Côte d'Ivoire 1989 et 2 Coupe de Côte d'Ivoire[42].
- 5 mai : décès à 89 ans de George Knobel, joueur puis entraîneur ayant remporté la Coupe de Belgique 1979. Il fut également sélectionneur des Pays-Bas et Hong-Kong[43].
- 5 mai : décès à 34 ans de Jimmy Smet, joueur belge[44].
- 7 mai : décès à 53 ans de Jules Bocandé, international sénégalais ayant remporté la Coupe du Sénégal 1979. Il fut également sélectionneur de son pays[45].
- 14 mai : décès à 22 ans de Tor Marius Gromstad, joueur norvégien[46].
- 24 mai : décès à 86 ans de Francisco Lombardo, international argentin ayant remporté le Championnat d'Argentine en 1954[47].
- 28 mai : décès à 28 ans de Ludovic Quistin, joueur français[48].

## Juin
- 6 juin : décès à 54 ans de Manuel Preciado, joueur puis entraîneur espagnol[49].
- 8 juin : décès à 82 ans de Luis Aloy Vidal, joueur espagnol ayant remporté 2 Championnat d'Espagne et 3 Coupe d'Espagne[50].
- 8 juin : décès à 50 ans de Pascal Malbeaux, joueur français ayant remporté la Coupe de France en 1986[51].
- 10 juin : décès à 73 ans de Dante Micheli, joueur italien[52].
- 10 juin : décès à 69 ans de Gordon West, international anglais ayant remporté 2 Championnat d'Angleterre et la Coupe d'Angleterre en 1966[53].
- 12 juin : décès à 89 ans de Pahiño, international espagnol devenu entraîneur[54].
- 14 juin : décès à 75 ans de Frans Dignef, joueur belge ayant remporté la Coupe de Belgique en 1966.
- 23 juin : décès à 28 ans de Hamza Bounab, joueur algérien[55].
- 23 juin : décès à 48 ans d'Alan McDonald, international nord-irlandais reconverti entraîneur ayant remporté le Championnat d'Irlande du Nord en 2009[56].
- 24 juin : décès à 23 ans de Miki Roqué, joueur espagnol[57].
- 30 juin : décès à 44 ans de Sami Eddaou, joueur tunisien[58].

## Juillet
- 11 juillet : décès à 74 ans de Joe McBride, international écossais ayant remporté la Coupe d'Europe des clubs champions 1967, 3 Championnat d'Écosse et la Coupe d'Écosse 1967[59].
- 19 juillet : décès à 74 ans de Hans Nowak, international ouest-allemand ayant remporté la Coupe d'Europe des vainqueurs de coupe 1967 et 2 Coupe d'Allemagne[60].
- 27 juillet : décès à 82 ans de Jack Taylor, arbitre  international anglais[61].
- 29 juillet : décès à 42 de Tatiana Egorova, internationale russe devenu entraîneuse ayant remporté le doublé Coupe-Championnat féminin russe en 2010.

## Août
- 1er août : décès à 58 ans d'Aldo Maldera, international italien ayant remporté 2 Championnat d'Italie et 2 Coupe d'Italie[62].
- 2 août : décès à 40 ans de Bernd Meier, joueur allemand[63].
- 2 août : décès à 62 ans de Jean-Yves Valentini, international suisse ayant remporté le Championnat de Suisse 1979 et 5 Coupe de Suisse[64].
- 15 août : décès à 70 ans d'Elson Beiruth, joueur brésilien ayant remporté 2 championnat du Chili[65].
- 16 août : décès à 56 ans de Dominique Chevalier, joueur français[66].
- 22 août : décès à 59 ans de Houssaine Anafal, international marocain[67].
- 24 août : décès à 74 ans de Félix, international brésilien ayant remporté la Coupe du monde 1970 et le Championnat du Brésil en 1970[68].
- 27 août : décès à 86 ans d'Ivan Horvat, international yougoslave ayant remporté comme joueur la Médaille d'argent aux Jeux olympiques 1952, 2 Championnat de Yougoslavie, la Coupe de Yougoslavie 1951 et le Championnat d'Allemagne 1959 puis comme entraîneur la Coupe des villes de foires 1967 et la Coupe d'Allemagne 1972.
- 27 août : décès à 77 ans d'Antoine Redin, joueur français devenu entraîneur ayant remporté 2 Coupe de France[69].

## Septembre
- 3 septembre : décès à 74 ans de Mahmoud Al-Gohary, international égyptien ayant remporté comme joueur la Coupe d'Afrique des nations 1959, 6 Championnat d'Egypte et 2 Coupe d'Egypte devenu entraîneur ayant remporté la Coupe d'Afrique des nations 1998, 2 Ligue des champions de la CAF, 1 Coupe d'Afrique des vainqueurs de coupe, 2 Championnat d'Egypte, 3 Coupe d'Egypte et 1 Coupe des Émirats arabes unis. Il fut également sélectionneur de son pays, de Jordanie et d'Oman[70].
- 4 septembre : décès à 76 ans de Milan Vukelić, international yougoslave ayant remporté 4 Championnat de Yougoslavie[71].
- 5 septembre : décès à 26 ans d'Ediz Bahtiyaroğlu, joueur turc[72].
- 6 septembre : décès à 82 ans d'Oscar Rossi, international argentin[73].
- 7 septembre : décès à 60 ans d'Aleksandr Maksimenkov, international soviétique ayant remporté le Championnat d'URSS 1976 et la coupe d'Union soviétique 1977 devenu entraîneur. Il fut également briévement sélectionneur de la Jordanie[74].
- 8 septembre : décès à 86 ans d'Adolf Bechtold, joueur allemand ayant remporté le Championnat d'Allemagne 1959[75].
- 9 septembre : décès à 76 ans de Ron Tindall, joueur anglais ayant remporté le championnat d'Angleterre 1955 devenu entraîneur[76].
- 11 septembre : décès à 73 ans de Tibor Csernai, joueur hongrois ayant remporté la Médaille d'or des Jeux olympiques d'été de 1964[77].
- 11 septembre : décès à 92 ans de Sergio Livingstone, international chilien ayant remporté 2 Championnat du Chili[78].
- 12 septembre : décès à 85 ans de Jimmy Andrews, joueur écossais reconverti en entraîneur[79].
- 14 septembre : décès à 87 ans de Frank Dudley, joueur anglais[80].
- 14 septembre : décès à 69 ans de Jean-Louis Heinrich, joueur français[81].
- 14 septembre : décès à 68 ans d'Ernest Kallet Bialy, international ivoirien ayant remporté 3 Championnat de Côte d'Ivoire[82].
- 15 septembre : décès à 47 ans de Predrag Brzaković, joueur serbe[83].
- 17 septembre : décès à 31 ans de Bafo Biyela, international sud-africain[84].
- 18 septembre : décès à 73 ans de Jorge Manicera, international uruguayen ayant remporté 2 Championnat d'Uruguay[85].
- 20 septembre : décès à 86 ans de Gianfranco Dell'Innocenti, joueur italien[86].
- 20 septembre : décès à 66 ans de Michel Pech, joueur français ayant remporté le Championnat de France en 1973[87].
- 25 septembre : décès à 81 ans d'André Giamarchi, joueur français[88].
- 26 septembre : décès à 79 ans de John Bond, joueur anglais ayant remporté la Coupe d'Angleterre 1964 reconverti en entraîneur[89].

## Octobre
- 1er octobre : décès à 69 ans d'Abdelkader Fréha, international algérien ayant remporté le Championnat d'Algérie 1971 et la Coupe d'Algérie 1975[90].
- 4 octobre : décès à 79 ans de Jean-Louis Lagadec, joueur français ayant remporté la Coupe de France 1959 devenu entraîneur[91].
- 8 octobre : décès à 85 ans de Rafael Lesmes, international espagnol ayant remporté 5 Coupe d'Europe des clubs champions et 4 Championnat d'Espagne[92].
- 11 octobre : décès à 73 ans d'Helmut Haller, international ouest-allemand ayant remporté 3 Championnat d'Italie[93].
- 11 octobre : décès à 77 ans d'Ernst Lindner, international est-allemand[94].
- 15 octobre : décès à 84 ans de Vladimir Čonč, international yougoslave ayant remporté 2 Championnat de Yougoslavie, la Coupe de Yougoslavie 1960 et la médaille d'argent aux Jeux olympiques 1952[95].
- 17 octobre : décès à 71 ans de Pépito Pavon,joueur  franco–espagnol[96].
- 20 octobre : décès à 28 ans de Jawad Akadar, international marocain ayant remporté 2 Championnat du Maroc et 3 Coupe du Maroc[97].
- 21 octobre : décès à 64 ans de Djuro Šorgić, joueur puis agent yougoslave[98].
- 23 octobre : décès à 89 ans de Jozef Mannaerts, international belge[99].
- 25 octobre : décès à 74 ans de John Connelly, international anglais ayant remporté la Coupe du monde 1966[100].
- 26 octobre : décès à 55 ans de Georges Van Straelen, joueur français ayant remporté le Championnat de France 1977 devenu entraîneur[101].

## Novembre
- 1er novembre : décès à 82 ans de Jan Louwers, joueur néerlandais ayant remporté 2  Championnat des Pays-Bas[102].
- 3 novembre : décès à 47 ans d'Athmane Nourine, joueur algérien ayant remporté la Coupe d'Algérie 1988[103].
- 3 novembre : décès à 81 ans de Joseph Carlier, joueur français[104].
- 4 novembre : décès à 85 ans de Reg Pickett, joueur anglais[105].
- 5 novembre : décès à 77 ans de Keith Ripley, joueur anglais[106].
- 5 novembre : décès à 90 ans de Jimmy Stephen, international écossais.
- 6 novembre : décès à 96 ans d'Ivor Powell, international gallois reconverti en entraîneur[107].
- 7 novembre : décès à 65 ans de Heinz-Jürgen Blome, joueur allemand[108].
- 7 novembre : décès à 92 ans de Harry McShane, joueur écossais ayant remporté le Championnat d'Angleterre 1952[109].
- 10 novembre : décès à 91 ans d'Eric Day, joueur anglais.
- 11 novembre : décès à 85 ans de Victor Mees, international belge ayant remporté le Championnat de Belgique 1957 et la Coupe de Belgique 1955[110].
- 12 novembre : décès à 81 ans d'Arthur Bialas, international est-allemand devenu entraîneur[111].
- 14 novembre : décès à 37 ans d'Alex Alves, joueur brésilien ayant remporté le Championnat du Brésil 1994[112].
- 15 novembre : décès à 58 ans de Théophile Abega, international camerounais ayant remporté la Coupe d'Afrique des nations 1984, 2 Ligue des champions africaine, la coupe d'afrique des vainqueurs de coupe 1979, 4 Championnat du Cameroun et 5 Coupe du Cameroun[113].
- 18 novembre : décès à 73 ans de Kenny Morgans, joueur Gallois ayant remporté 2 Championnat d'Angleterre[114].
- 21 novembre : décès à 69 ans de Wang Houjun, international chinois devenu entraîneur[115].
- 22 novembre : décès à 59 ans de Raimund Krauth, joueur allemand[116].
- 24 novembre : décès à 68 ans de Sebastián Viberti, joueur argentin devenu entraîneur[117].
- 27 novembre : décès à 33 ans de Pascal Kalemba, international congolais (RDC)[118].
- 27 novembre : décès à 57 ans de Herbert Oberhofer, international autrichien[119].
- 28 novembre : décès à 71 ans d'Ab Fafié, joueur Néerlandais devenu entraîneur[120].
- 28 novembre : décès à 68 ans de Fidélis, international brésilien devenu entraîneur.
- 28 novembre : décès à 74 ans de Cosimo Nocera, international italien[121].

## Décembre
- 1er décembre : décès à 95 ans de Phil Taylor, international anglais devenu entraîneur[122].
- 2 décembre : décès à 76 ans de Robert Salen, joueur français ayant remporté le Championnat de France 1964[123].
- 2 décembre : décès à 77 ans d'Azumir Veríssimo, joueur brésilien[124].
- 4 décembre : décès à 41 ans de Miguel Calero, international colombien ayant remporté 2 Copa América, 3 Ligue des champions de la CONCACAF, la Copa Sudamericana 2006 et 2 Championnat de Colombie[125].
- 5 décembre : décès à 75 ans de Doug Smith, joueur écossais[126].
- 7 décembre : décès à 80 ans de Denis Houf, international belge ayant remporté 3 Championnat de Belgique et la Coupe de Belgique en 1954[127].
- 16 décembre : décès à 42 ans d'Adam Ndlovu, international Zimbabwéen devenu entraîneur[128].
- 16 décembre : décès à 88 ans de Branko Kralj, international yougoslave[129].
- 21 décembre : décès à 71 ans de Hamid Belkaïm, international algérien[130].
- 23 décembre : décès à 71 ans de Guy Cauvin, joueur français[131].
- 28 décembre : décès à 32 ans de Václav Drobný, international tchèque ayant remporté  le Championnat de Tchéquie en 2007 et 2 Coupe de Tchéquie[132].
- 28 décembre : décès à 88 ans d'Emmanuel Scheffer, joueur israélien devenu sélectionneur de son pays[133].
- 30 décembre : décès à 81 ans de Barthélémy Mésas, joueur français[134].
- 31 décembre : décès à 62 ans de Louis Phillips, joueur belge[135].